# Костарев, Виталий Петрович
Виталий Петрович Костарев (1 мая 1929, Тёплая Гора, Горнозаводский район, Уральская область (ныне в Пермский край) — 30 января 2010) — советский хоккеист, защитник. мастер спорта, заслуженный тренер РСФСР.

## Биография
Выступал в хоккее за Динамо (Пермь) (1948—1950), Динамо (Москва) (1950—1957), Молот (Пермь) (1957—1960).
В 1958 году окончил школу тренеров при ГЦОЛИФК.
В 1957—1965 и 1971—1974 — старший тренер «Молота» (Пермь), в 1965—1971 — старший тренер «Торпедо» (Горький).
Также играл в футбол за пермское и московское «Динамо». В 1952 году сыграл два матча в высшей лиге в составе московского клуба.
Скончался 30 января 2010 года. Похоронен на Ново-Автозаводском (Стригинском) кладбище Нижнего Новгорода.

## Достижения
- Второй призёр ЧМ 1957 (3 матча, 1 гол).
- Чемпион СССР 1954, второй призёр чемпионата СССР 1951, третий призёр 1952, 1953, 1955—1957.
- Обладатель Кубка СССР 1953, финалист розыгрышей Кубка СССР 1955, 1956.